# Partito Nazionalista d'Australia
Il Partito Nazionalista d'Australia fu un partito politico australiano formatosi nel 1917 dall'unione del conservatore Partito Liberale del Commonwealth e del Partito Laburista Nazionale, nome con il quale si era formato un gruppo staccatosi dal Partito Laburista Australiano in quanto favorevole alla coscrizione, guidato dal primo ministro Billy Hughes. Il Partito nazionalista rimase al governo fino al 1929 (seppur in coalizione); da allora fu il principale partito d'opposizione ai laburisti fino a quando tra questi nel 1931 si staccarono altri deputati per formare assieme ai nazionalisti il Partito Unito d'Australia.